# Krisztina Morvai
Krisztina Morvai, född 1963 i Budapest, är en ungersk jurist och politiker, invald i Europaparlamentet som toppkandidat för det högerextrema partiet Jobbik i EU-valet 2009 utan att själv vara medlem i partiet. Morvais offentliga utspel mot ungerska judar och romer har fått henne att betraktas som en högerextrem politiker. Hon har även deltagit i pro-palestinska demonstrationer när hon framfört nynazistisk propaganda.
Morvai, som är advokat specialiserad på människorätt, är professor i hemstaden och har fått pris av Röda Korset. Hon har arbetat för FN:s kommitté mot diskriminering av kvinnor, men blivit entledigad efter att bland annat ha tagit ställning för palestinierna mot Israel och ha fällt kommentarer om israeliska FN-delegater.
Morvai har väckt uppmärksamhet för sina antisemitiska uttalanden. Inför valet till EU-parlamentet 2009 skickade hon ut ett offentligt brev till sina väljare där hon skrev: "I would be glad if the so-called proud Hungarian Jews would go back to playing with their tiny little circumcised tail rather than vilifying me." I ett öppet brev till Israels ungerska ambassadör under kriget i Gaza 2009 skrev hon: “The only way to talk to people like you is by assuming the style of Hamas. I wish all of you lice-infested, dirty murderers will receive Hamas’ s kisses."